# 名偵探柯南：紺青之拳
《名偵探柯南：紺青之拳》，是改編自日本漫画家青山剛昌漫画系列《名偵探柯南》的第23部剧场版，2019年4月12日在日本上映。由永岡智佳執導、大倉崇裕編劇。該片的片尾字幕背景是在新加坡拍攝的。

## 概要
- 本作是《名偵探柯南》於平成時代所上映的最後一部劇場版。
- 本作的故事發生在新加坡，是《名偵探柯南》首部以日本境外為舞台的劇場版。
- 柯南在本作中以新身分登場，首次化名「亞瑟・平井」。
- 京極真首次在劇場版登場。
- 本片為劇場版中第四部在片尾曲中除了真實場景以外，還有出現故事本身的結尾畫面。（前三部分別為劇場版《名偵探柯南：絕海的偵探》、《名偵探柯南：純黑的惡夢》、《名偵探柯南：零的執行人》）
- 本作為第二部所有主要的刑警角色（如：目暮十三）皆未出現的劇場版。（第一部為劇場版《名偵探柯南：唐紅的戀歌》)
- 本作是怪盗基德第六次在劇場版出場。
- 本作如碰到發音是英語，部分國家會使用原音版本的配音，同時若部分劇情需求須使用原音版本亦同。
- 本作為至今第一部開場動畫以英文、日文穿插顯示角色配音資訊。

## 劇情
據說在十九世紀末世間最大的藍寶石「紺青之拳」與海盜船一同沉入新加坡海域，被新加坡富豪陳仲翰成功打撈，並舉辦仲翰盃空手道比賽，將「紺青之拳」鑲在冠軍腰帶上作為獎品。
這時在濱海灣金沙酒店，劉里昂和陳雪琳談判破裂後，陳雪琳從電梯走出，在購物商場被發現遭人刺殺，接著她停在地下室的車子也遭人引爆，導致店裡發生大停電造成恐慌，而劉里昂卻留在屍體旁。後來在陳雪琳搭過的電梯裡，也發現沾了血的怪盜基德預告信。這時魚尾獅竟然噴出了紅色的水。
在日本，柯南為了和小蘭一起去新加坡看京極真比賽，請求灰原給他APTX4869解毒劑，但被拒絕。走回去時，柯南遭假扮成小蘭的怪盜基德迷昏，醒來時自己已經被假扮成新一的基德帶到新加坡。為了不被小蘭發現，而假扮成新加坡當地小孩「亞瑟·平井」。在魚尾獅公園，柯南等人看到了正在騷擾園子的中富禮次郎，被趕到的京極真打跑後，遇見當地預備警官里希，並在其介紹下到了劉里昂公館，在那裡劉里昂介紹了放置紺青之拳的地下金庫，假扮新一的基德在裡頭動了手腳。晚上，基德到了金庫後，依照白天動的手腳準備偷走寶石，但被埋伏在裡面的劉里昂電暈，劉里昂把基德鎖在金庫後想放水淹死基德，但基德利用撲克槍從金庫裡逃脫後卻遇到正在劉里昂公館健身的京極真，雙方便打了起來，此時柯南朝京極真踢足球，使京極真分心，基德也趁機落逃。在逃跑過程中告知柯南自己的預告信被別人放在陳雪琳的命案現場。同時間瑞秋為了告知實情而找了毛利小五郎，卻發現自己被劉里昂監視，便偷塞了中富航運的硬幣後離開。
隔日，在新加坡的仲翰盃空手道比賽，除了受鈴木財團贊助京極真以外，新加坡的最強的空手道選手也是劉里昂的保鑣嘉瑪魯丁也參賽。京極真和嘉瑪魯丁也都晉級到隔天的決賽，比賽結束後劉里昂為了讓京極真退賽而對京極真說自己的拳頭可能會傷害到身邊的人，讓京極真動搖。同時基德又到金庫裡偷寶石時，發現張瑞秋的屍體掉出來並留下she的血字，基德發覺不對勁馬上先撤退，但中途被警察的槍擊中左肩。因為基德事先控制監視系統，並假扮瑞秋引開警方，讓警方誤信基德是殺害瑞秋的兇手。
當天傍晚，園子帶著京極真到美食街吃飯，遭劉里昂雇用的海盜故意挑釁，雙方便打了起來。躲在旁邊的園子看到警車後追了上去，卻發現警車遭劉里昂控制，並遭警車撞傷。送醫後，劉里昂探望園子時，對京極真表示自己擔心的事已成真，並拿出一條帶有金屬編織的手環替京極真戴上，並告知「手環斷掉時才是神已承認你的心技體，在這之前出拳的後果...你知道的」。
隔天，京極真為了保護園子所以宣布棄權，引起嘉瑪魯丁不滿。因京極真棄權，園子自責，雙方便大吵一架。比賽最後是嘉瑪魯丁獲勝，劉里昂也取得了「紺青之拳」後，便開始進行復仇計畫。而基德和柯南根據前一晚柯南調查里希電腦的辦案資料後推理出陳雪琳在換電梯時被綁入房間，並遭劉里昂殺害，然後把陳雪琳的屍體裝進行李箱，再讓張瑞秋扮成陳雪琳後在電梯裡使用魔術刀，走到購物中心倒了下來，趁汽車爆炸引起停電時和張瑞秋對調。並利用魚尾獅噴血來召集世界各地的海盜。而張瑞秋因為內心恐懼想和毛利小五郎說出所有事實前，劉里昂也將她殺害，並嫁禍給基德。後來柯南發現小五郎身上中富航運的硬幣，便聯想到she的意思指的就是船，於是請灰原幫忙查中富航運每艘船的路線，發現有艘油輪偏離原本的路線，因為海盜控制了那艘船打算讓它撞上金沙酒店，並炸毀附近的景點，但警察的直升機抵達船上後，發現海盜已先撤退，決定先讓船停下來。這時的劉里昂正在金沙酒店的頂樓觀看，里希卻突然出現並拿著槍指著劉里昂，柯南和基德趕到頂樓，把里希綁住後推理出里希是放置基德预告信的犯人。劉里昂的動機是陳仲翰曾經打臉自己的都市計畫，所以雇用海盜把新加坡濱海城市毀掉，並在事後依照自己的想法規劃重建，而為了控制海盜，才派嘉瑪魯丁取得「紺青之拳」。而里希的動機是父親被劉里昂殺害所以才故意接近劉里昂。海盜們隨後趕到金沙酒店，並取得「紺青之拳」後背叛劉里昂，並和里希共謀綁架園子企圖取得天價贖金，先一步感到不對勁的京極真抱著園子逃到了頂樓，但因手環尚未斷裂，無法出手。基德用一團迷霧作為掩護，讓柯南、小蘭和小五郎打敗了部分海盜，但因寡不敵眾所以基德利用僅剩一張的撲克牌射斷京極真的手環後，京極真開始攻擊海盜，接著嘉瑪魯丁跳出來和京極真對決，卻被京極真打敗，在混亂中基德搶走「紺青之拳」，而海盜原本想用大砲攻擊基德，卻打中金沙酒店的懸臂平台，導致懸臂平台掉入海中，濺起的海水也把附近失火的景點熄滅了。基德也控制剩下的海盜，也宣告劉里昂和里希的計畫雙雙失敗（兩人彼此目標不同）。事後基德也歸還了「紺青之拳」，而金沙酒店也在鈴木財團的資助下重建。
回到日本後，因為小蘭發現隨行的新一是基德偽裝的並叫來中森警官，但基德也趁亂逃走，柯南也在一團迷霧的掩護下換裝，假裝和阿笠博士還有灰原一起接機。

## 登場角色

### 原作角色
| 角色         | 配音       | 配音     | 配音     | 配音     | 簡介 |
| 角色         | 日本       | 臺灣     | 香港     | 中国大陆 | 簡介 |
| 主要人物     | 主要人物   | 主要人物 | 主要人物 | 主要人物 | 主要人物 |
| ------------ | ---------- | -------- | -------- | -------- | --- |
| 江戶川柯南   | 高山南     | 曾允凡   | 周恩恩   | 李世荣   | 本作品男主角，原高中生名偵探工藤新一，被黑暗組織的琴酒灌下毒藥而縮小身體變成小孩，後化名為江戶川柯南，寄住在毛利家中並暗中調查黑暗組織。 在本作化名為亞瑟·平井，名子來源取自英國名推理小說家亞瑟·柯南·道爾和日本推理小說始祖江戶川亂步的本名平井太郎。與怪盜基德於《業火的向日葵》後再次合作辦案，並讓里昂與里希的計畫雙雙失敗。 |
| 工藤新一     | 山口勝平   | 劉傑     | 李家傑   | 张杰     | 本作品男主角，原高中生名偵探工藤新一，被黑暗組織的琴酒灌下毒藥而縮小身體變成小孩，後化名為江戶川柯南，寄住在毛利家中並暗中調查黑暗組織。 在本作化名為亞瑟·平井，名子來源取自英國名推理小說家亞瑟·柯南·道爾和日本推理小說始祖江戶川亂步的本名平井太郎。與怪盜基德於《業火的向日葵》後再次合作辦案，並讓里昂與里希的計畫雙雙失敗。 |
| 毛利蘭       | 山崎和佳奈 | 魏晶琦   | 王慧珠   | 季冠霖   | 本作品女主角，新一的青梅竹馬兼女朋友，運動神經發達，擅長空手道，曾獲得全國高中空手道關東大賽的冠軍。 |
| 毛利小五郎   | 小山力也   | 曹冀魯   | 黃志明   | 张遥函   | 小蘭的父親，英理的丈夫，私家偵探，外號沉睡小五郎，原刑警，辭職後在家開設毛利偵探事務所。 |
| 灰原哀       | 林原惠     | 魏晶琦   | 陳子瑩   | 阎萌萌   | 柯南的搭檔兼好友，本名宮野志保，原黑暗組織科學家雪莉。吃下毒藥而縮小身體，逃離組織後寄住在阿笠家中，並化名灰原哀。 |
| 關鍵人物     |            |          |          |          | |
| 怪盜基德     | 山口勝平   | 曹冀魯   | 李家傑   | 张杰     | 本作劇場版「關鍵人物」之一。國際通緝犯第1412号，神出鬼沒的盜賊，與柯南的關係既是對手又是合作者。 在本作中，偽裝成工藤新一前往新加坡，並與柯南一同查緝案件，並用手中的道具讓毛利父女及園子未受到海盜攻擊。 |
| 鈴木園子     | 松井菜櫻子 | 傅其慧   | 莊巧兒   | 佟心竹   | 本作劇場版「關鍵人物」之一。小蘭的好友兼同學，鈴木財團的二千金，時常邀請毛利家參加各式的宴會活動，與京極真是戀人關係。 |
| 京極真       | 檜山修之   | 曹冀魯   | 陳健豪   | 常进     | 本作劇場版「關鍵人物」之一。全日本空手道黑帶的冠軍，有著400連勝紀錄，外號「蹴擊貴公子」，與鈴木園子是戀人關係。 |
| 朋友相關人物 |            |          |          |          | |
| 阿笠博士     | 緒方賢一   | 吳文民   | 陳健豪   | 郭政建   | 工藤家的鄰居兼好友，科學家兼發明家，會發明出一些道具讓柯南在案件中使用，在灰原哀逃離黑暗組織後收留她。 |
| 吉田步美     | 岩居由希子 | 傅其慧   | 莊巧兒   | 山新     | 三人為帝丹小學一年級生，後來與轉學生柯南和灰原一同組成少年偵探團。 |
| 小嶋元太     | 高木涉     | 劉傑     | 黃尉斯   | 张磊     | 三人為帝丹小學一年級生，後來與轉學生柯南和灰原一同組成少年偵探團。 |
| 圓谷光彦     | 大谷育江   | 魏晶琦   | 顧詠雪   | 蔡海婷   | 三人為帝丹小學一年級生，後來與轉學生柯南和灰原一同組成少年偵探團。 |
| 警察相關人物 |            |          |          |          | |
| 中森銀三     | 石井康嗣   | 劉傑     |          | 趙銘洲   | 警視廳搜查二課的警官（警部），以逮捕怪盜基德為目標，在這20年來已累積不少辦案經驗。 在本作劇場版片尾曲後登場，打算追捕基德。 |

### 本作角色
| 角色                              | 配音                                 | 配音         | 配音         | 配音         | 簡介 |
| 角色                              | 日本                                 | 臺灣         | 香港         | 中国大陆     | 簡介 |
| 本作主要人物                      | 本作主要人物                         | 本作主要人物 | 本作主要人物 | 本作主要人物 | 本作主要人物 |
| --------------------------------- | ------------------------------------ | ------------ | ------------ | ------------ | --- |
| 劉里昂 Leon Lo                    | 山崎育三郎                           | 陳幼文       | 陳健豪       | 魏超         | 43歲，新加坡犯罪行動心理學者，如今轉變為企業家以經營顧問並成立保全公司，觀察力敏銳卻搞不懂毛利小五郎。本作真犯人之一，是殺死陳雪琳、張瑞秋和里希父親的犯人。自尊心強，因不滿陳仲翰反對自己的都市計畫，而企圖破壞新加坡濱海城市再依照自己的規劃重建。為控制海盜而以「紺青之拳」為目標。利用基德使自己擺脫殺人嫌疑。最終計畫失敗遭到馬克・艾登逮捕。                                           |
| 張瑞秋 Rachel Cheong              | 河北麻友子                           | 傅其慧       | 陳子瑩       | 徐佳琦       | 28歲，劉里昂的私人秘書，是劉里昂從犯罪行動心理學者時代的朋友。曾將劉里昂的計畫透漏給里希知道。因協助劉里昂殺死里希的父親和陳雪琳而良心不安的她，想對毛利小五郎告知一切事實，被知道此事的劉里昂後殺害滅口。 |
| 里希・拉馬納森 Rishi Ramanathan   | 梶裕貴多米尼克·艾倫 （英文台詞替聲） | 吳文民       | 黃尉斯       | 杨天翔       | 29歲，劉里昂的徒弟，任職新加坡的預備警官。本作真犯人之一，利用劉里昂來掩飾自己，也是在案發現場留下基德卡片的人，因此也是嫁禍並陷害給怪盜基德的幕後黑手。表面上開朗陽光，內心因為父親的死，而有著虛偽又陰險狡猾的腹黑的報復情緒以及貪財自負的性格，因得知父親真正的死因，為替父親復仇而接近劉里昂。唆使海盜挾持鈴木園子，欲藉此勒索鈴木財團。最終不敵基德和柯南，計畫失敗遭到馬克・艾登逮捕。 |
| 陳雪琳 Sherilyn Tan               | 淺川悠                               | 傅其慧       | 顧詠雪       | 李诗萌       | 40歲，律師，曾任劉里昂公司的顧問律師，後兩人關係惡化而離開，曾將里希父親的死因透漏給里希。原是邀請京極真參加空手道比賽的贊助人。猜測因洩漏「紺青之拳」位置，並贊助京極真比賽阻撓里昂獲得「紺青之拳」而遭里昂設計殺害。 |
| 馬克・艾登 Mark Aidan             | 查爾斯·葛洛佛                        | 原音呈現     |              | 刘琮         | 38歳，新加坡警察，警銜等同日本的警部補（警署督察）。似乎對劉里昂插手案子感到厭煩，不太希望他和案件扯上關係的樣子。對美女沒有抵抗力。 |
| 中富禮次郎                        | 高橋廣樹                             | 吳文民       | 陳健豪       | 張磊         | 39歲，日本人，中富航運社長，擁有強大的實力卻負面傳聞不斷。曾在被懷疑偷竊時被劉里昂解救，之後開始信任並幫助劉里昂。實際上連被懷疑偷竊也是遭劉里昂設計。事件最後被馬克・艾登逮捕。 |
| 海茲利・嘉瑪魯丁 Hezli Jamaluddin | 萊恩·德里斯                          | 吳文民       | 陳健豪       | 关帅         | 25歲，劉里昂的保鑣，新加坡最強的空手道選手，一直想和京極真來場對決。最終如願，但還是被京極真擊敗，並與劉里昂等人一起遭到馬克・艾登逮捕。 |
| 陳仲翰 Zhon Han Chen              | 傑夫·曼寧                            | 吳文民       | 黃志明       | 宣晓鸣       | 70歲，新加坡金融界大佬，和新加坡軍方及警方關係要好，喜歡空手道，也崇拜毛利小五郎。成功打撈「紺青之拳」，鑲在空手道冠軍腰帶上，做為比賽冠軍的獎品。 |
| 林尤金 Eugene Lim                 | 庫爾特·康蒙                          | 劉傑         |              | 赵铭洲       | 海盜集團頭子，被劉里昂雇用，容易出爾反爾，在劉里昂被自己拋棄之後，變成了里希・拉馬納森的手下，最後與手下們一起遭到馬克·艾登逮捕。 |
| 拉馬納森 Ramanathan               | 間宮康弘                             | 劉傑         |              |              | 里希的父親，日本人，著名海洋學者，曾發現沉在海底的遺跡，數年前調查到「紺青之拳」的位置，富有正義感，遭劉里昂設計在救落水民眾時，被遊艇撞死。 |
| 本作其他人物                      |                                      |              |              |              | |
| 服務員                            | 清水秀光                             | 曹冀魯       |              |              | 故事開頭為劉里昂和陳雪琳送飲品的服務員。 |
| 警備員                            | 水内清光                             | 劉傑         |              |              | 劉里昂公司的警備員。 |
| 警官                              | 火山太田                             | 原音呈現     |              |              | 馬克·艾登的部下們。 |
| 播報員                            | 克里斯泰勒·夏里 小林亞美             | 魏晶琦       | 陳子瑩       |              | 評論空手道比賽的新聞報導者。 |
| 海盜                              | Dellepiane Miguel                    | 陳幼文 劉傑  |              |              | 林尤金的部下們。 |
| 電梯語音                          | 森永千才                             | 原音呈現     |              |              | |
| 林修                              | 林修                                 | 吳文民       | 陳健豪       |              | 真實人物，本人演出，劇中是評論空手道比賽的新聞報導者。 |

## 製作

### 場景
本作的故事發生在新加坡，是《名偵探柯南》首部以日本境外為舞台的劇場版。新加坡著名旅遊景點—魚尾獅公園及渡假勝地—濱海灣金沙酒店亦做為故事背景。

### 製作人員
- 原作：青山剛昌
- 監督、分鏡、演出：永岡智佳
- 劇本：大仓崇裕
- 分鏡[6] ：寺岡岩、金井次朗
- 演出：河原龍太、橋本能理子、高橋謙仁、江副仁美、重原克也
- 作品設計：小川浩
- 人物設定/總作畫監督：须藤昌朋
- 作畫監督：野武洋行、高橋成之、清水義治、廣中千惠美、岩井伸之
- 作畫監督補佐：米本奈苗、新谷憲、福田紀之、吉見京子、本吉晃子、井元愛夕、岡田洋奈、牛之濱由惟、八崎健二、大友健一、增永麗、三浦雅子、納武史、山内尚樹、吉田雄一、本橋秀之
- 概念圖(Image board)：Loundraw
- 動作作畫監督：金井次朗、堀內博之
- 布局作畫監督：中島里惠
- 效果作畫監督：橋本敬史
- 色彩設計、色指定、上色檢查：中尾總子
- 特殊效果：糸川敬子、林好美
- 美術設定：寺岡岩
- 美術監修：石垣努
- 美術監督：福島孝喜、佐藤勝
- 美術補佐：佐藤択哉
- 3D背景導演：金山託也
- 撮影監督、主標題CG動畫：西山仁
- Monitor Works：中小原明典
- 平面設計師：志村泰央
- CG監督：松倉大樹、小岩寬滿
- 音響監督：浦上靖之、浦上慶子
- 音響效果：サウンドエフェクト、横山正和、橫山亞紀、山田香織
- 音樂製作人：近藤貴郎、片山喜公
- 音樂製作助理：Hara Kanako
- 音響製作：太田惠理子
- 音響協力：読売テレビエンタープライズ、福島毅、大島弘子、佐藤祐大
- Mixer：田中章喜、小沼則義（助手）
- 音樂：大野克夫
- 剪輯：岡田輝滿
- 系列構成：飯岡順一
- 商品總監：小沼俊、片桐正貴
- 企劃製作人：淺井認、諏訪道彥、竹崎忠
- 製作人：近藤秀峰、米倉功人、石山桂一
- 動畫製作人：三浦陽兒
- 動畫製作：TMS/V1 Studio
- 「名偵探柯南：紺青之拳」製作委員會
  - 小學館
  - 讀賣電視台
  - 日本電視台
  - ShoPro
  - 東寶株式會社
  - TMS娛樂
- 撮影地點、取材、撮影協力：Marina Bay Sands、clarke quay、Lau Pa Sat
- 協力：新加坡旅遊局、ODEX Private Limited
- 特別協力：Hulu
- 發行：東寶

## 音樂

### 主題曲
| 類別   | 曲名              | 作詞                              | 作曲                    | 演唱     |
| ------ | ----------------- | --------------------------------- | ----------------------- | -------- |
| 主題曲 | 「Blue Sapphire」 | STAND ALONE・Carlos Okabe・Yo-Sea | YVES&ADAMS・STAND ALONE | 登坂廣臣 |

該曲於2019年4月10日開始在日本販售。完整版於2019年3月27日日本時間04：00正式解禁。

### 配樂
該片的配樂由日本音樂作家大野克夫編曲製作。製作名偵探柯南動畫音樂的音樂製作公司Being（ビーイング）於2019年4月10日開始販售電影配樂CD「劇場版《名偵探柯南：紺青之拳》電影原聲集」（劇場版 『名探偵コナン 紺青の拳』オリジナル・サウンドトラック）。
| 曲目表   | 曲目表                                                      | 曲目表 |
| 曲序     | 曲目                                                        | 时长   |
| -------- | ----------------------------------------------------------- | ------ |
| 1.       | プールサイド・バカンス                                      | 0:41   |
| 2.       | Murder in the First                                         | 0:33   |
| 3.       | コナンと灰原                                                | 0:24   |
| 4.       | シンガポールへ                                              | 0:36   |
| 5.       | 紺青のクイズ                                                | 0:38   |
| 6.       | ★名探偵コナンメインテーマ（紺青の拳ヴァージョン）           | 2:00   |
| 7.       | 新一？                                                      | 0:51   |
| 8.       | 怪盗キッド 〜紺青の拳ヴァージョン〜                         | 1:27   |
| 9.       | アーサー・ヒライ                                            | 0:53   |
| 10.      | 京極登場                                                    | 0:29   |
| 11.      | 京極の話                                                    | 0:43   |
| 12.      | 園子の本気                                                  | 0:31   |
| 13.      | リシのテーマ                                                | 1:17   |
| 14.      | リシの説明                                                  | 1:04   |
| 15.      | レオン・ロー                                                | 1:21   |
| 16.      | 紺青の拳                                                    | 1:11   |
| 17.      | 怪盗キッド 〜紺青の拳ヴァージョン〜 2                       | 1:04   |
| 18.      | キッド vs レオン                                            | 0:33   |
| 19.      | キッド vs 京極                                              | 0:56   |
| 20.      | Flying with Wind                                            | 1:24   |
| 21.      | シンガポール・セレナード                                    | 0:43   |
| 22.      | ジョンハン・カップ                                          | 0:55   |
| 23.      | 強い貴公子                                                  | 0:33   |
| 24.      | 金庫室                                                      | 0:39   |
| 25.      | 小五郎へのメッセージ                                        | 0:56   |
| 26.      | マインドコントロール                                        | 0:55   |
| 27.      | 京極と園子                                                  | 0:40   |
| 28.      | 彼女のトリック                                              | 0:47   |
| 29.      | キッドを追い詰めろ                                          | 0:45   |
| 30.      | キッド脱出                                                  | 0:44   |
| 31.      | Flying Kid                                                  | 0:26   |
| 32.      | 京極と園子 2                                                | 0:24   |
| 33.      | ストリートファイト                                          | 1:18   |
| 34.      | 待合室                                                      | 1:04   |
| 35.      | マインドコントロール 2                                      | 0:34   |
| 36.      | リシの部屋                                                  | 1:16   |
| 37.      | Dreamy Eyes                                                 | 1:01   |
| 38.      | トリックの迷路                                              | 2:08   |
| 39.      | 推理の展開                                                  | 0:49   |
| 40.      | 少年探偵団の日常                                            | 0:47   |
| 41.      | マインドコントロール 3                                      | 1:28   |
| 42.      | 灰原の調査                                                  | 1:28   |
| 43.      | ★コナンとキッドの推理                                       | 2:50   |
| 44.      | 暴かれた陰謀                                                | 0:40   |
| 45.      | 月の光（作曲:C.A.ドビュッシー）                             | 1:43   |
| 46.      | 真相への道                                                  | 1:31   |
| 47.      | リシの計画                                                  | 0:59   |
| 48.      | ★パイレーツ                                                 | 2:01   |
| 49.      | ★アクションタイプ                                           | 2:21   |
| 50.      | 対決                                                        | 1:00   |
| 51.      | ★パイレーツ・アタック                                       | 0:39   |
| 52.      | ★貴公子の拳                                                 | 1:24   |
| 53.      | 蘭と新一                                                    | 0:19   |
| 54.      | 確保！！                                                    | 0:36   |
| 55.      | 再会の時                                                    | 0:25   |
| 56.      | ★名探偵コナンメインテーマ（紺青の拳ヴァージョン）フルサイズ | 2:29   |
| 总时长： | 总时长：                                                    | 57:45  |

## 宣傳與推廣
- 2018年12月13日更新“KID TRANSFORM PROJECT”。

- 2019年1月16日公開標語‘真相VS魔術VS蹴擊一決雌雄的三位一體戰鬥推理劇’。2月22日公佈主題曲演唱者、“預告片”及“特報2”。特典《新加坡聖地巡禮解謎》於4月6日播出，嘉賓為銀シャリ(鰻和弘・橋本直)、 宮川光彩、山崎育三郎、河北麻友子及登坂廣臣。4月5日名偵探柯南作者青山剛昌及北斗神拳作畫人原哲夫作畫《名偵探柯南》和《北斗神拳》夢幻同框海報。4月8日與復仇者聯盟4海報。

- 全臺首輪戲院推出購買兩張電影票，即送一枚《名偵探柯南：紺青之拳》專屬徽章[7]。

## 上映與票房
日本方面，最終票房達93.7億日幣。
台灣方面，首日票房為新台幣1300萬元；首週五天票房為新台幣5213萬元；次週票房累計至新台幣7883萬元；第三週票房累計至新台幣9233萬元；第四週票房累計至新台幣9959萬元；最終全台票房為新台幣1.09億元。
中国大陆首日票房为人民币7675万元，累计票房于9月14日13时许超过1亿元，刷新名侦探柯南系列电影在中国内地的最快破亿记录，至9月21日更突破2亿元，刷新系列在中國大陆的票房纪录并进入内地影史日本电影票房前五。

## 評價與榮譽
本作于2020年1月获第43屆日本電影學院獎最佳动画提名。
2020年日產汽車前会长卡洛斯·戈恩逃往黎巴嫩后，中国部分网民调侃戈恩藏身于乐器箱中出逃的方式是对本作中柯南被基德藏进行李箱后带到新加坡这一情节的模仿。

## 發行
- 日本：10月2日（DVD、藍光）
- 台灣：11月27日（DVD、藍光）
- 香港：12月19日（DVD）

## 備註
1. ↑  华策影视持有中國大陸發行權，但依官方外片政策由中國電影集團進口，華夏電影發行。
2. ↑  DVD由新映影片發行
3. 的英文是Fist，其意思是拳，拳頭。

## 外部連結
- 互联网电影数据库（IMDb）上《名偵探柯南：紺青之拳》的资料（英文）
- 劇場版『名探偵コナン 紺青の拳』公式サイト - ウェイバックマシン（2019年11月21日アーカイブ分）
- 名探偵コナン 紺青の拳 （页面存档备份，存于） - 東宝
- 名探偵コナン 紺青の拳 （页面存档备份，存于） - allcinema
- 名探偵コナン 紺青の拳 （页面存档备份，存于） - KINENOTE
- 名探偵コナン 紺青の拳 （页面存档备份，存于） - 文化庁日本映画情報システム
- 名探偵コナン 紺青の拳 （页面存档备份，存于） - 映画.com
- 名探偵コナン 紺青の拳 （页面存档备份，存于） - Movie Walker
- 名探偵コナン 紺青の拳 （页面存档备份，存于） - シネマトゥデイ
- 名探偵コナン 紺青の拳 （页面存档备份，存于） - YouTube